# Liparis rupestris
Liparis rupestris är en orkidéart som beskrevs av William Griffiths. Liparis rupestris ingår i släktet gulyxnen, och familjen orkidéer. Inga underarter finns listade i Catalogue of Life.